# トムシュク市
トムシュク市（トムシュク-し）は、中華人民共和国新疆ウイグル自治区位置する区直轄県級市。タリム盆地の西端、カシュガルの東に位置する。カシュガル川とチャルチャン川が市内を貫き、トムシュク線が通る。トゥムシュク（Tumshuq）ともいう。

## 行政区画
3街道、13団（鎮）を管轄：
- 街道弁事処：錦繡街道、前海街道、永安壩街道
- 団（鎮）：41団草湖鎮、42団竜口鎮、44団、45団前海鎮、46団永興鎮、48団河東鎮、49団、50団夏河鎮、51団、53団、54団興安鎮、嘉和鎮、喀拉拝勒鎮

## 交通

### 航空
- トムシュク唐王城空港（中国語版）

### 鉄道
- 中国国家鉄路集団
  - トムシュク線（中国語版）

### 道路
- 国道
  - G217国道